# Structuralisme (philosophie des mathématiques)
En philosophie des mathématiques, le structuralisme est une théorie soutenant que les théories mathématiques décrivent des structures d'objets mathématiques. Les objets mathématiques sont exhaustivement définis par leur place dans ces structures. Par conséquent, le structuralisme maintient que les objets mathématiques ne possèdent pas de propriétés intrinsèques, mais sont définis par leurs relations extérieures dans un système. Par exemple, le structuralisme soutient que le nombre entier 1 est défini de façon exhaustive par le successeur de 0, dans l'ensemble des entiers naturels. Par généralisation de cet exemple, dans cette structure, tout entier est défini par sa place respective sur la droite numérique. D'autres exemples d'objets mathématiques peuvent inclure des droites et des plans en géométrie, ou des éléments et des opérations en algèbre abstraite.
Le structuralisme est une vue épistémologiquement réaliste en ce qu'elle soutient que les énoncés mathématiques ont une valeur de vérité objective. Cependant, son affirmation principale concerne seulement quel type d'entité est un objet mathématique, ou une structure, et non pas leur type d'existence (en d'autres termes, pas à leur ontologie). Le type d'existence des objets mathématiques dépend de celle des structures dans lesquelles ils sont incorporés ; différentes sous-variétés de structuralisme font différentes revendications ontologiques à cet égard.
Le structuralisme en philosophie des mathématiques est souvent associée à Paul Benacerraf, Michael Resnik et Stewart Shapiro.

## Motivation historique
Le développement du structuralisme découle d'un problème fondamental de l'ontologie. Depuis l'époque médiévale, les philosophes ont fait valoir quant à savoir si l'ontologie des mathématiques devait contenir des objets abstraits. En philosophie des mathématiques, un objet abstrait est traditionnellement défini comme une entité qui: (1) existe indépendamment de l'esprit; (2) existe indépendamment du monde empirique; et (3) présente des propriétés invariables éternelles. Le platonisme mathématique traditionnel soutient que certains ensemble d'éléments – entiers naturels, nombres réels, fonctions, relations, systèmes – sont ces objets abstraits. Au contraire, le nominalisme mathématique nie l'existence de ces objets abstraits dans l'ontologie des mathématiques.
À la fin du XIXe et au début du XXe siècle, un certain nombre de programmes anti-Platoniciens a gagné en popularité. Ceux-ci comprenaient l'intuitionnisme, le formalisme et le prédicativisme. Au milieu du XXe siècle, cependant, ces théories anti-platoniciennes avaient un certain nombre de problèmes. Cela a ensuite donné lieu à un regain d'intérêt pour le platonisme, et a permis au structuralisme de se développer. En 1965, Paul Benacerraf a publié un article de changement de paradigme intitulé « Ce Que Les Nombres Ne Pouvaient Être».  Benacerraf a conclu, sur deux arguments principaux, que le platonisme théorique d'ensemble ne peut pas perdurer en tant que théorie philosophique des mathématiques.  
Tout d'abord, Benacerraf a fait valoir que les approches platoniciennes ne passent pas le test ontologique. Il a développé un argument contre l'ontologie de la théorie des ensembles platonicienne, qui est maintenant appelé le problème d'identification de Benacerraf.
Deuxièmement, Benacerraf a fait valoir que les approches platoniciennes ne passent pas le test épistémologique. Celui-ci a soutenu qu'il n'existe pas de méthode empirique ou rationnelle pour accéder aux objets abstraits. Si des objets mathématiques ne sont pas spatiaux ou temporels, alors Benacerraf infère que ces objets ne sont pas accessibles par la théorie causale de la connaissance. 

## Écoles de pensée contemporaines
Shapiro divise le structuralisme en trois grandes écoles de pensée. Ces écoles sont appelées l'ante rem, l'in re, et le post res.
L'Ante Rem ( « avant la chose »), ou variation entièrement réaliste du structuralisme, a une ontologie similaire au platonisme. Les structures sont considérés comme ayant une existence réelle, mais abstraite et immatérielle. En tant que tel, cette école fait face aux problèmes épistémologiques standard, comme l'a noté Benacerraf, comme expliquer l'interaction entre ces structures abstraites et les mathématiciens en chair et en os.
L'In Re (« dans la chose »), ou variation modérément réaliste du structuralisme, est l'équivalent au réalisme aristotélicien. Les structures sont tenues d'exister dans la mesure où un système concret les illustre. Cela entraîne des problèmes, qu'un monde physique fini pourrait ne pas être  suffisamment «grand» pour accueillir des structures légitimes.
Le Post Res (« après les choses »), ou variante éliminative du structuralisme, est anti-réaliste en ce qui concerne les structures, d'une manière qui est parallèle au nominalisme. Comme le nominalisme, l'approche post res nie l'existence d'objets mathématiques abstraits avec des propriétés autres que leur place dans une structure relationnelle. Selon ce point de vue, les systèmes mathématiques existent, et ont des caractéristiques structurelles communes. Si quelque chose est vrai d'une structure, elle sera vrai de tous les systèmes qui illustrent la structure. Cependant, il est purement instrumental de parler de structures étant « tenues en commun » par plusieurs systèmes : ils n'ont en effet pas d'existence indépendante.

## Traductions
- (en) Cet article est partiellement ou en totalité issu de l’article de Wikipédia en anglais intitulé « Structuralism (philosophy of mathematics) » (voir la liste des auteurs).

1. ↑  (en) « What Numbers Could Not Be »

## References
1. ↑  (en) James Brown, Philosophy of Mathematics, New York, Routledge, 2008 (ISBN 978-0-415-96047-2)
2. 1 2  Paul Benacerraf (1965), “What Numbers Could Not Be”, Philosophical Review Vol. 74, p. 47-73.
3. 1 2  Paul Benacerraf (1973).
4. ↑  Shapiro, Stewart (1997), Philosophy of Mathematics: Structure and Ontology, New York, Oxford University Press.